# Thiago Alcántara
Thiago Alcántara do Nascimento, meglio noto come Thiago Alcántara o semplicemente come Thiago (in spagnolo: [ˈtjaɣo]; in portoghese: [t͡ʃiˈaɡu]) (San Pietro Vernotico, 11 aprile 1991), è un allenatore di calcio ed ex calciatore brasiliano naturalizzato spagnolo, di ruolo centrocampista.

## Biografia
Thiago è figlio di Iomar do Nascimento (noto come Mazinho), ex calciatore brasiliano, e dell'ex pallavolista brasiliana Valéria Alcántara. È nato a San Pietro Vernotico, in provincia di Brindisi, all'epoca della militanza del padre nel Lecce.
È il fratello del calciatore Rafael Alcántara (noto come Rafinha). Per diverso tempo, è stato ritenuto erroneamente un cugino del calciatore Rodrigo Moreno Machado (noto come Rodrigo).

## Caratteristiche tecniche
Centrocampista centrale, fin dalla giovane età è stato considerato uno dei giocatori più promettenti della sua generazione, nonostante la sua carriera sia stata condizionata da diversi infortuni. È abile sia in fase di impostazione che di interdizione, oltre a disporre di grandissima tecnica. Possiede inoltre un notevole tiro dalla distanza, che talvolta gli consente di segnare reti spettacolari.

## Carriera

### Giocatore

#### Club

##### Esordi e Barcellona B
Thiago muove i suoi primi passi da calciatore tra il Brasile e la Spagna, prima di entrare nel settore giovanile del Barcellona nel 2005. Nel 2008 viene aggregato nel Barcellona B, in cui in quattro stagioni totalizza 59 presenze e tre reti.

#### Barcellona
Esordisce in Primera División il 17 maggio 2009 e nel febbraio 2010 realizza il primo gol con la prima squadra contro il Racing Santander, su assist di Lionel Messi. Il 2 febbraio segna un gol nella semifinale di ritorno di Coppa del Re contro l'Almeria finita 3-0. Il 9 aprile arriva il primo gol in campionato ancora contro l'Almeria, finita 3-1.
La stagione 2011-2012 si apre con due trofei: la Supercoppa di Spagna e la Supercoppa UEFA, nelle quali Thiago scende in campo da titolare solo contro il Real Madrid nella partita d'andata, venendo sostituito all'inizio della ripresa. Risulterà decisivo, invece, nella prima giornata di Liga contro il Villarreal: nel 5-0 a favore dei blaugrana apre le marcature con un sinistro incrociato e offre un assist ad Alexis Sánchez e uno a Messi, nonostante una posizione più arretrata del solito. Il 18 dicembre vince la Coppa del mondo per club, grazie alla vittoria per 4-0 in finale contro il Santos. Il 22 dicembre 2011, nella partita vinta 9-0 contro l'Hospitalet, sigla la sua prima doppietta personale in Copa del Rey e con la maglia blaugrana. Il 29 aprile 2012 segna un gol nella partita giocata fuori casa contro il Rayo Vallecano vinta per 7-0.

##### Bayern Monaco

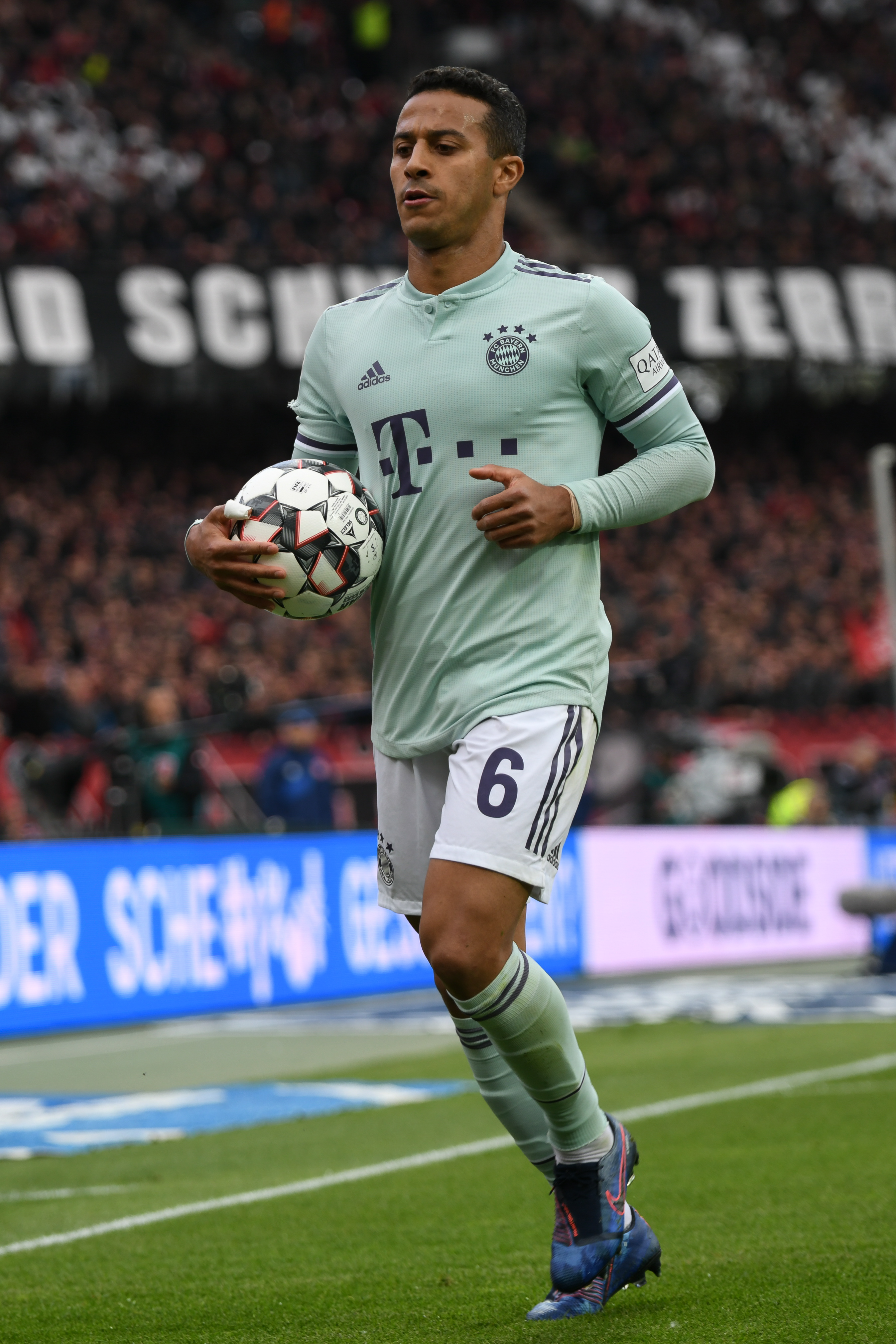
Thiago con il nel 2019.

Il 14 luglio 2013 il Bayern Monaco comunica ufficialmente la chiusura della trattativa con il Barcellona per il suo acquisto, sulla base di 20 milioni di euro più altri 5 milioni di bonus legati alle prestazioni del calciatore. Il 16 luglio seguente Thiago firma il contratto che lo lega al club bavarese fino al 30 giugno 2017 e sceglie come numero di maglia il 6.
Benché costretto a saltare la prima parte della stagione a causa di un infortunio che lo tiene fermo due mesi, Thiago si aggiudica con la squadra bavarese quattro titoli: la Supercoppa UEFA, la Coppa del mondo per club, la Bundesliga e la Coppa di Germania. Il 26 aprile 2015 vince il secondo campionato di fila con il Bayern, a cui, nelle cinque stagioni successive, fanno seguito altrettante vittorie. Il 23 agosto 2020 conquista il suo secondo trofeo continentale con i bavaresi, la Champions League, completando il primo treble classico personale (secondo per la compagine tedesca).

##### Liverpool e ritiro
Il 18 settembre 2020 viene acquistato a titolo definitivo, per 22 milioni di euro, dal Liverpool.
Il 17 maggio 2024, viene annunciato che Thiago avrebbe lasciato il club inglese al termine della stagione, alla scadenza naturale del suo contratto, chiudendo così la sua esperienza con i Reds dopo la vittoria di due Coppe di Lega, una FA Cup e un Community Shield.
Il 7 luglio 2024, Thiago ha annunciato ufficialmente il proprio ritiro dal calcio giocato, all'età di 33 anni. Lungo la sua carriera, ha disputato 534 incontri ufficiali, segnando 50 reti, e vincendo 37 trofei.

#### Nazionale

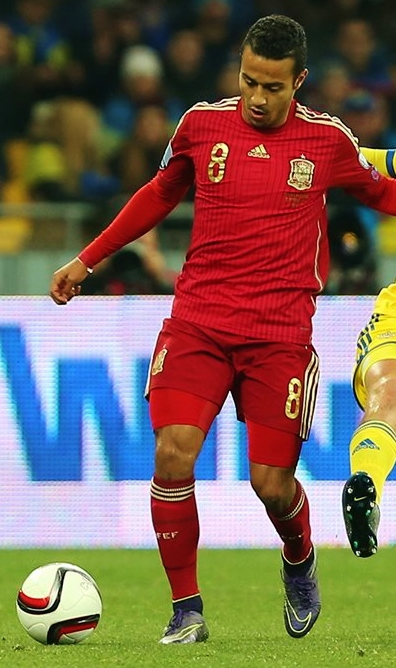
Thiago con la nazionale spagnola nel 2015.

Non appena iniziata la carriera professionistica, viene convocato per la nazionale spagnola Under-16 con cui totalizza solo una presenza e nessun gol. Dal 2007 al 2008, Thiago totalizza 5 reti in solo 8 presenze con l'Under-17, vincendo l'europeo di categoria in Turchia nel 2008.
Nel 2009 passa nell'Under-18, con la quale gioca solo una partita segnando un gol.
Con un anno in meno rispetto agli altri, Thiago entra a fare parte della selezione Under-19 di Luis Milla, che lo schiera sempre titolare, riuscendo a realizzare quattro reti in undici presenze. Ancora con l'età più bassa rispetto ai compagni, Thiago comincia a giocare nella Spagna Under-21, con la quale vince il campionato europeo del 2011. In finale contro la Svizzera segna il gol del 2-0 finale su calcio di punizione.
Il 10 agosto 2011 riceve la prima convocazione per la nazionale maggiore, in occasione dell'amichevole dello Stadio San Nicola di Bari contro l'Italia, partita in cui fa il suo esordio in nazionale. Nel giugno 2013 viene convocato nella rosa dell'Under-21 spagnola per il Campionato europeo di calcio Under-21 2013. Il 18 giugno 2013 vince il campionato europeo Under-21 in Israele, battendo in finale l'Italia per 4-2 e realizzando una tripletta.
Viene convocato per gli Europei 2016 in Francia e scende in campo in due occasioni durante la manifestazione continentale. Il 21 maggio 2018 viene incluso dal commissario tecnico della Spagna Julen Lopetegui nella lista dei convocati per il Mondiale di Russia 2018: il cammino della nazionale spagnola si conclude agli ottavi di finale, nei quali viene sconfitta ai rigori dai padroni di casa della Russia.
Non viene convocato dal commissario tecnico della Spagna Luis Enrique per il Mondiale di Qatar 2022.

### Allenatore
Il 17 luglio 2024, pochi giorni dopo il suo ritiro, viene annunciato il suo ritorno al Barcellona, questa volte con il ruolo di collaboratore tecnico di Hansi Flick, suo allenatore al Bayern; con il tecnico tedesco rimane durante tutta la tournée americana della squadra catalana, restando nello staff tecnico fino al 16 agosto successivo, quando lascia il suo posto a Arnau Blanco.

## Statistiche

### Presenze e reti nei club
Statistiche aggiornate al 17 maggio 2024.
| Stagione             | Squadra              | Campionato           | Campionato | Campionato | Coppe nazionali | Coppe nazionali | Coppe nazionali | Coppe continentali | Coppe continentali | Coppe continentali | Altre coppe | Altre coppe | Altre coppe | Totale | Totale |
| Stagione             | Squadra              | Comp                 | Pres       | Reti       | Comp            | Pres            | Reti            | Comp               | Pres               | Reti               | Comp        | Pres        | Reti        | Pres   | Reti   |
| -------------------- | -------------------- | -------------------- | ---------- | ---------- | --------------- | --------------- | --------------- | ------------------ | ------------------ | ------------------ | ----------- | ----------- | ----------- | ------ | ------ |
| 2007-2008            | Barcellona B         | TD                   | 5          | 0          | -               | -               | -               | -                  | -                  | -                  | -           | -           | -           | 5      | 0      |
| 2008-2009            | Barcellona B         | SDB                  | 25         | 0          | -               | -               | -               | -                  | -                  | -                  | -           | -           | -           | 25     | 0      |
| 2009-2010            | Barcellona B         | SDB                  | 13+5       | 2+1        | -               | -               | -               | -                  | -                  | -                  | -           | -           | -           | 18     | 3      |
| 2010-2011            | Barcellona B         | SD                   | 11         | 0          | -               | -               | -               | -                  | -                  | -                  | -           | -           | -           | 11     | 0      |
| Totale Barcellona B  | Totale Barcellona B  | Totale Barcellona B  | 59         | 3          |                 | -               | -               |                    | -                  | -                  |             | -           | -           | 59     | 3      |
| 2008-2009            | Barcellona           | PD                   | 1          | 0          | CR              | 0               | 0               | UCL                | 0                  | 0                  | -           | -           | -           | 1      | 0      |
| 2009-2010            | Barcellona           | PD                   | 1          | 1          | CR              | 1               | 0               | UCL                | 0                  | 0                  | SS+SU+Cmc   | 0           | 0           | 2      | 1      |
| 2010-2011            | Barcellona           | PD                   | 12         | 2          | CR              | 3               | 1               | UCL                | 1                  | 0                  | SS          | 1           | 0           | 17     | 3      |
| 2011-2012            | Barcellona           | PD                   | 27         | 2          | CR              | 8               | 2               | UCL                | 7                  | 0                  | SS+SU+Cmc   | 1+0+2       | 0           | 45     | 4      |
| 2012-2013            | Barcellona           | PD                   | 27         | 2          | CR              | 7               | 1               | UCL                | 2                  | 0                  | SS          | 0           | 0           | 36     | 3      |
| Totale Barcellona    | Totale Barcellona    | Totale Barcellona    | 68         | 7          |                 | 19              | 4               |                    | 10                 | 0                  |             | 4           | 0           | 101    | 11     |
| 2013-2014            | Bayern Monaco        | BL                   | 16         | 2          | CG              | 2               | 0               | UCL                | 4                  | 0                  | SG+SU+Cmc   | 1+0+2       | 0+0+1       | 25     | 3      |
| 2014-2015            | Bayern Monaco        | BL                   | 7          | 0          | CG              | 2               | 0               | UCL                | 4                  | 2                  | SG          | 0           | 0           | 13     | 2      |
| 2015-2016            | Bayern Monaco        | BL                   | 27         | 2          | CG              | 5               | 1               | UCL                | 9                  | 1                  | SG          | 1           | 0           | 42     | 4      |
| 2016-2017            | Bayern Monaco        | BL                   | 27         | 6          | CG              | 4               | 1               | UCL                | 9                  | 2                  | SG          | 1           | 0           | 41     | 9      |
| 2017-2018            | Bayern Monaco        | BL                   | 19         | 2          | CG              | 3               | 2               | UCL                | 10                 | 3                  | SG          | 0           | 0           | 32     | 7      |
| 2018-2019            | Bayern Monaco        | BL                   | 30         | 2          | CG              | 6               | 0               | UCL                | 5                  | 0                  | SG          | 1           | 1           | 42     | 3      |
| 2019-2020            | Bayern Monaco        | BL                   | 24         | 3          | CG              | 5               | 0               | UCL                | 10                 | 0                  | SG          | 1           | 0           | 40     | 3      |
| Totale Bayern Monaco | Totale Bayern Monaco | Totale Bayern Monaco | 150        | 17         |                 | 27              | 4               |                    | 51                 | 8                  |             | 7           | 2           | 235    | 31     |
| 2020-2021            | Liverpool            | PL                   | 24         | 1          | FACup+CdL       | 2+0             | 0               | UCL                | 4                  | 0                  | CS          | 0           | 0           | 30     | 1      |
| 2021-2022            | Liverpool            | PL                   | 25         | 1          | FACup+CdL       | 4+0             | 0               | UCL                | 10                 | 1                  | -           | -           | -           | 39     | 2      |
| 2022-2023            | Liverpool            | PL                   | 18         | 0          | FACup+CdL       | 3+1             | 0               | UCL                | 5                  | 0                  | CS          | 1           | 0           | 28     | 0      |
| 2023-2024            | Liverpool            | PL                   | 1          | 0          | FACup+CdL       | 0+0             | 0               | UEL                | 0                  | 0                  |             | -           | -           | 1      | 0      |
| Totale Liverpool     | Totale Liverpool     | Totale Liverpool     | 68         | 2          |                 | 10              | 0               |                    | 19                 | 1                  |             | 1           | 0           | 98     | 3      |
| Totale carriera      | Totale carriera      | Totale carriera      | 345        | 29         |                 | 56              | 8               |                    | 80                 | 9                  |             | 12          | 2           | 493    | 48     |

### Cronologia presenze e reti in nazionale
| Cronologia completa delle presenze e delle reti in nazionale ― Spagna | Cronologia completa delle presenze e delle reti in nazionale ― Spagna | Cronologia completa delle presenze e delle reti in nazionale ― Spagna | Cronologia completa delle presenze e delle reti in nazionale ― Spagna | Cronologia completa delle presenze e delle reti in nazionale ― Spagna | Cronologia completa delle presenze e delle reti in nazionale ― Spagna | Cronologia completa delle presenze e delle reti in nazionale ― Spagna | Cronologia completa delle presenze e delle reti in nazionale ― Spagna |
| Data                                                                  | Città                                                                 | In casa                                                               | Risultato                                                             | Ospiti                                                                | Competizione                                                          | Reti                                                                  | Note                                                                  |
| --------------------------------------------------------------------- | --------------------------------------------------------------------- | --------------------------------------------------------------------- | --------------------------------------------------------------------- | --------------------------------------------------------------------- | --------------------------------------------------------------------- | --------------------------------------------------------------------- | --------------------------------------------------------------------- |
| 10-8-2011                                                             | Bari                                                                  | Italia                                                                | 2 – 1                                                                 | Spagna                                                                | Amichevole                                                            | -                                                                     | 46’                                                                   |
| 6-9-2011                                                              | Logroño                                                               | Spagna                                                                | 6 – 0                                                                 | Liechtenstein                                                         | Qual. Euro 2012                                                       | -                                                                     | 55’                                                                   |
| 11-10-2011                                                            | Alicante                                                              | Spagna                                                                | 3 – 1                                                                 | Scozia                                                                | Qual. Euro 2012                                                       | -                                                                     | 55’                                                                   |
| 14-8-2013                                                             | Guayaquil                                                             | Ecuador                                                               | 0 – 2                                                                 | Spagna                                                                | Amichevole                                                            | -                                                                     | 46’                                                                   |
| 5-3-2014                                                              | Madrid                                                                | Spagna                                                                | 1 – 0                                                                 | Italia                                                                | Amichevole                                                            | -                                                                     |                                                                       |
| 12-10-2015                                                            | Kiev                                                                  | Ucraina                                                               | 0 – 1                                                                 | Spagna                                                                | Qual. Euro 2016                                                       | -                                                                     | 36’                                                                   |
| 13-11-2015                                                            | Alicante                                                              | Spagna                                                                | 2 – 0                                                                 | Inghilterra                                                           | Amichevole                                                            | -                                                                     | 27’                                                                   |
| 24-3-2016                                                             | Udine                                                                 | Italia                                                                | 1 – 1                                                                 | Spagna                                                                | Amichevole                                                            | -                                                                     | 62’                                                                   |
| 1-6-2016                                                              | Siezenheim                                                            | Spagna                                                                | 6 – 1                                                                 | Corea del Sud                                                         | Amichevole                                                            | -                                                                     | 46’                                                                   |
| 7-6-2016                                                              | Getafe                                                                | Spagna                                                                | 0 – 1                                                                 | Georgia                                                               | Amichevole                                                            | -                                                                     | 62’                                                                   |
| 13-6-2016                                                             | Tolosa                                                                | Spagna                                                                | 1 – 0                                                                 | Rep. Ceca                                                             | Euro 2016 - 1º turno                                                  | -                                                                     | 70’                                                                   |
| 21-6-2016                                                             | Bordeaux                                                              | Croazia                                                               | 2 – 1                                                                 | Spagna                                                                | Euro 2016 - 1º turno                                                  | -                                                                     | 84’                                                                   |
| 1-9-2016                                                              | Bruxelles                                                             | Belgio                                                                | 0 – 2                                                                 | Spagna                                                                | Amichevole                                                            | -                                                                     |                                                                       |
| 5-9-2016                                                              | León                                                                  | Spagna                                                                | 8 – 0                                                                 | Liechtenstein                                                         | Qual. Mondiali 2018                                                   | -                                                                     | 46’                                                                   |
| 6-10-2016                                                             | Torino                                                                | Italia                                                                | 1 – 1                                                                 | Spagna                                                                | Qual. Mondiali 2018                                                   | -                                                                     | 84’                                                                   |
| 9-10-2016                                                             | Scutari                                                               | Albania                                                               | 0 – 2                                                                 | Spagna                                                                | Qual. Mondiali 2018                                                   | -                                                                     | 25’                                                                   |
| 12-11-2016                                                            | Granada                                                               | Spagna                                                                | 4 – 0                                                                 | Macedonia                                                             | Qual. Mondiali 2018                                                   | -                                                                     |                                                                       |
| 12-11-2016                                                            | Londra                                                                | Inghilterra                                                           | 2 – 2                                                                 | Spagna                                                                | Amichevole                                                            | -                                                                     | 56’                                                                   |
| 24-3-2017                                                             | Gijón                                                                 | Spagna                                                                | 4 – 1                                                                 | Israele                                                               | Qual. Mondiali 2018                                                   | -                                                                     | 63’                                                                   |
| 28-3-2017                                                             | Saint-Denis                                                           | Francia                                                               | 0 – 2                                                                 | Spagna                                                                | Amichevole                                                            | -                                                                     | 53’                                                                   |
| 11-6-2017                                                             | Skopje                                                                | Macedonia                                                             | 1 – 2                                                                 | Spagna                                                                | Qual. Mondiali 2018                                                   | -                                                                     | 25’                                                                   |
| 5-9-2017                                                              | Vaduz                                                                 | Liechtenstein                                                         | 0 – 8                                                                 | Spagna                                                                | Qual. Mondiali 2018                                                   | -                                                                     |                                                                       |
| 6-10-2017                                                             | Alicante                                                              | Spagna                                                                | 3 – 0                                                                 | Albania                                                               | Qual. Mondiali 2018                                                   | 1                                                                     |                                                                       |
| 11-11-2017                                                            | Murcia                                                                | Spagna                                                                | 5 – 0                                                                 | Belgio                                                                | Amichevole                                                            | -                                                                     |                                                                       |
| 14-11-2017                                                            | San Pietroburgo                                                       | Russia                                                                | 3 – 3                                                                 | Spagna                                                                | Amichevole                                                            | -                                                                     | 60’                                                                   |
| 23-3-2018                                                             | Düsseldorf                                                            | Germania                                                              | 1 – 1                                                                 | Spagna                                                                | Amichevole                                                            | -                                                                     | 82’                                                                   |
| 27-3-2018                                                             | Madrid                                                                | Spagna                                                                | 6 – 1                                                                 | Argentina                                                             | Amichevole                                                            | 1                                                                     | 82’                                                                   |
| 3-6-2018                                                              | Vila-real                                                             | Spagna                                                                | 1 – 1                                                                 | Svizzera                                                              | Amichevole                                                            | -                                                                     |                                                                       |
| 9-6-2018                                                              | Krasnodar                                                             | Tunisia                                                               | 0 – 1                                                                 | Spagna                                                                | Amichevole                                                            | -                                                                     | 46’                                                                   |
| 15-6-2018                                                             | Soči                                                                  | Portogallo                                                            | 3 – 3                                                                 | Spagna                                                                | Mondiali 2018 - 1º turno                                              | -                                                                     | 70’                                                                   |
| 25-6-2018                                                             | Kaliningrad                                                           | Spagna                                                                | 2 – 2                                                                 | Marocco                                                               | Mondiali 2018 - 1º turno                                              | -                                                                     | 74’                                                                   |
| 8-9-2018                                                              | Londra                                                                | Inghilterra                                                           | 1 – 2                                                                 | Spagna                                                                | UEFA Nations League 2018-2019 - 1º turno                              | -                                                                     | 80’                                                                   |
| 11-9-2018                                                             | Elche                                                                 | Spagna                                                                | 6 – 0                                                                 | Croazia                                                               | UEFA Nations League 2018-2019 - 1º turno                              | -                                                                     | 65’                                                                   |
| 15-10-2018                                                            | Siviglia                                                              | Spagna                                                                | 2 – 3                                                                 | Inghilterra                                                           | UEFA Nations League 2018-2019 - 1º turno                              | -                                                                     |                                                                       |
| 8-9-2019                                                              | Gijón                                                                 | Spagna                                                                | 4 – 0                                                                 | Fær Øer                                                               | Qual. Euro 2020                                                       | -                                                                     | 45+1’                                                                 |
| 15-10-2019                                                            | Stoccolma                                                             | Svezia                                                                | 1 – 1                                                                 | Spagna                                                                | Qual. Euro 2020                                                       | -                                                                     | 66’                                                                   |
| 15-11-2019                                                            | Cadice                                                                | Spagna                                                                | 7 – 0                                                                 | Malta                                                                 | Qual. Euro 2020                                                       | -                                                                     |                                                                       |
| 3-9-2020                                                              | Stoccarda                                                             | Germania                                                              | 1 – 1                                                                 | Spagna                                                                | UEFA Nations League 2020-2021 - 1º turno                              | -                                                                     |                                                                       |
| 6-9-2020                                                              | Madrid                                                                | Spagna                                                                | 4 – 0                                                                 | Ucraina                                                               | UEFA Nations League 2020-2021 - 1º turno                              | -                                                                     |                                                                       |
| 25-3-2021                                                             | Granada                                                               | Spagna                                                                | 1 – 1                                                                 | Grecia                                                                | Qual. Mondiali 2022                                                   | -                                                                     | 72’                                                                   |
| 28-3-2021                                                             | Tbilisi                                                               | Georgia                                                               | 1 – 2                                                                 | Spagna                                                                | Qual. Mondiali 2022                                                   | -                                                                     | 54’                                                                   |
| 4-6-2021                                                              | Madrid                                                                | Spagna                                                                | 0 – 0                                                                 | Portogallo                                                            | Amichevole                                                            | -                                                                     | 63’                                                                   |
| 14-6-2021                                                             | Siviglia                                                              | Spagna                                                                | 0 – 0                                                                 | Svezia                                                                | Euro 2020 - 1º turno                                                  | -                                                                     | 66’                                                                   |
| 23-6-2021                                                             | Siviglia                                                              | Slovacchia                                                            | 0 – 5                                                                 | Spagna                                                                | Euro 2020 - 1º turno                                                  | -                                                                     | 71’                                                                   |
| 2-7-2021                                                              | San Pietroburgo                                                       | Svizzera                                                              | 1 – 1 dts (1 – 3 dtr)                                                 | Spagna                                                                | Euro 2020 - Quarti di finale                                          | -                                                                     | 113’                                                                  |
| 6-7-2021                                                              | Londra                                                                | Italia                                                                | 1 – 1 dts (4 – 2 dtr)                                                 | Spagna                                                                | Euro 2020 - Semifinale                                                | -                                                                     | 106’                                                                  |
| Totale                                                                |                                                                       | Presenze                                                              | 46                                                                    |                                                                       | Reti                                                                  | 2                                                                     |                                                                       |

## Palmarès

### Club

#### Competizioni nazionali
- Tercera División (Spagna): 1

Barcellona B: 2007-2008
- Campionato spagnolo: 4

Barcellona: 2008-2009, 2009-2010, 2010-2011, 2012-2013
- Coppa di Spagna: 2

Barcellona: 2008-2009, 2011-2012
- Supercoppa di Spagna: 3

Barcellona: 2009, 2010, 2011
- Campionato tedesco: 7

Bayern Monaco: 2013-2014, 2014-2015, 2015-2016, 2016-2017, 2017-2018, 2018-2019, 2019-2020
- Coppa di Germania: 4

Bayern Monaco: 2013-2014, 2015-2016, 2018-2019, 2019-2020
- Supercoppa di Germania: 3

Bayern Monaco: 2016, 2017, 2018
- Coppa di Lega inglese: 2

Liverpool: 2021-2022, 2023-2024
- Coppa d'Inghilterra: 1

Liverpool: 2021-2022
- Community Shield: 1

Liverpool: 2022

#### Competizioni internazionali
- UEFA Champions League: 2

Barcellona: 2010-2011
Bayern Monaco: 2019-2020
- Supercoppa UEFA: 2

Barcellona: 2011
Bayern Monaco: 2013
- Coppa del mondo per club: 2

Barcellona: 2011
Bayern Monaco: 2013

### Nazionale
- Campionato d'Europa Under-17: 1

Turchia 2008
- Campionato d'Europa Under-21: 2

Danimarca 2011
Israele 2013

### Individuale
- Selezione UEFA dell'Europeo Under-21: 2

Danimarca 2011
Israele 2013
- Miglior giocatore dell'Europeo Under-21: 1

Israele 2013
- Squadra della stagione della UEFA Champions League: 1

2019-2020
- FIFA FIFPro World XI: 1

2020
- Squadra dell'anno UEFA: 1

2020
- Squadra maschile dell'anno IFFHS: 1

2020
- Squadra dell'anno PFA: 1

2021-2022